# Johann I. (Nassau-Beilstein)
Johann I. von Nassau-Beilstein († 1473) war von etwa 1412 bis zu seinem Lebensende Graf von Nassau-Beilstein.

## Leben
Johann wurde als ältester Sohn von Heinrich II. von Nassau-Beilstein und dessen Frau Katharina von Randerode geboren. Nach dem Tod seines Vaters regierte er die Grafschaft ab 1413 zunächst gemeinsam mit seinem Onkel Reinhard von Nassau-Beilstein. Nach des Onkels Tod um 1414/18 vereinigte Johann vorübergehend die Grafschaft in seiner Hand. Seine beiden Brüder waren in den geistlichen Stand getreten.
Aufgrund der schlechten finanziellen Lage der kleinen Grafschaft musste Johann 1413 den Kalenberger Zent und Mengerskirchen an Nassau-Saarbrücken (Weilburg) verpfänden. Ebenfalls gelang es Johann im selben Jahr, eine Einigung mit der Linie Nassau-Dillenburg über Ansprüche aus der Erbteilung von 1341 zu erzielen, die ihm eine Abfindung von 2000 Mark einbrachte.
Im Jahr 1425 kam es erneut zur Teilung der Grafschaft Nassau-Beilstein. Johann empfing ganz Beilstein sowie die Burg Beilstein und Mengerskirchen, zwei Drittel vom Anteil seines Hauses an Nassau, ebenso von der Herrschaft auf dem Westerwalde, den Geldzins und die Hälfte der Leibeigenen daselbst, nebst der Hälfte vom Zoll zu Emmerichenhain und Neukirch. Sein Bruder Heinrich erhielt die Burg Liebenscheid und ein Drittel der Grafschaft. Der dritte Bruder Wilhelm, Dompropst in Mainz, verzichtete auf seinen Anteil.
Diplomatisch versuchte Johann die von seinem Vater begonnene Konsolidierung der Grafschaft fortzusetzen, erlitt jedoch hierbei wiederholt Rückschläge. Im Streit mit Kurtrier musste Johann 1418 die kurtrierische Lehnshoheit über die gesamte Grafschaft anerkennen. Kurz nach dem Einlösen des Kalenbacher Zehnt und Mengerskirchen verpfändete Johann diese Teile seiner Grafschaft erneut, dieses Mal an Kurtrier. Mit dem Haus Westerburg kam es 1435/36 und 1441–1444/45 erneut zu Auseinandersetzungen um die Landeshoheit in der Herrschaft zum Westerwald, die Johann zu seinen Gunsten beenden konnte.
Im Jahr 1415 ging er die Ehe mit Metze (Mechthild) von Isenburg ein. Als Mitgift brachte sie die Zehnte zu Oberbrechen in die Grafschaft ein. Mit ihr hatte er seinen Sohn Philipp, der 1426 erstmals erwähnt wird. Metze von Isenburg starb nach 1436.
Johanns Sohn Philipp war erbberechtigt für die Herrschaft Isenburg-Grenzau der Grafschaft Isenburg, da sich abzeichnete, dass Philipp von Isenburg-Grenzau, ein Bruder seiner Mutter, kinderlos sterben würde. Um diese Ansprüche durchzusetzen, schloss Johann von Nassau-Beilstein ein Bündnis mit Philipps übrigen Schwägern Salentin VI. von Isenburg und Frank XII. von Cronberg. Gemeinsam eröffneten sie eine Fehde gegen Dieter von Isenburg-Büdingen, der aufgrund eines Erbvertrages mit Philipp von Isenburg-Grenzau die Herrschaft Grenzau in Besitz genommen hatte. Nach dem Tod Philipps von Isenburg-Grenzau 1439/40 konnte Johann die Herrschaft Grenzau für seinen Sohn in Besitz nehmen. Er nahm den Titel Herr zu Grenzau an. Zwischen den Erben kam es danach jedoch zu weiteren Fehden um die Erbteilung.
1444 verpfändete Johann die Zehnte zu Oberbrechen. Es gelang dem Haus Nassau-Beilstein nicht mehr, diese Pfandschaft wieder einzulösen.
Wenige Jahre später nahmen Johann und sein Sohn Philipp auf kurkölner Seite an der Soester Fehde teil. Im Treffen von Soest 1446 fiel Philipp. Infolgedessen erloschen die Ansprüche des Hauses Nassau-Beilstein an der Herrschaft Grenzau wieder. Philipp hinterließ seine Frau Johanna von Gemen. Um ihre Erbansprüche für das Haus Nassau-Beilstein zu wahren, ging Johann daraufhin die Ehe mit seiner Schwiegertochter ein. Mit Johanna hatte er seinen zweiten Sohn Heinrich. Dieser war ab 1458 Mitregent von Nassau-Beilstein, während sich Johann zunehmend zurückzog.
Ab 1465 beteiligten sich Johann und Heinrich von Nassau-Beilstein gemeinsam mit Johann von Nassau-Dillenburg auf der Seite von Heinrich von Hessen-Marburg am Hessischen Bruderkrieg.
Johann starb im Juli oder August 1473. Sein Sohn Heinrich übernahm die Regierung der Grafschaft.

## Familie
Johann war in erster Ehe mit Metze (Mechthild) von Isenburg († nach 1436) verheiratet. Mit ihr hatte er zwei Kinder:
- Margarethe († nach 1498) vermählt in erster Ehe (1424) mit Johann von Schöneck, in zweiter Ehe mit Graf Moritz von Pyrmont
- Philipp (* vor 1426; † 1446)

In zweiter Ehe war er seit 1447 mit Johanna von Gemen († 1450/51) verheiratet. Mit ihr hatte er einen Sohn:
- Heinrich IV. (* 1449; † 1499)

Daneben hatte Johann noch die drei bekannten unehelichen Söhne: Henne von Münchhausen, Christian von Nassau und Heintze von Nassau. Henne und Christian wurden mit Lehngütern im Westerwald bedacht. Heintze erhielt das Schultheißenamt zu Beilstein.